# دوربینی روحی
دوربینی روحی یا مشاهده از راه دور (RV)، اشاره به تلاش برای درک و فهمید یک هدف دور یا نهان از طریق حس ششم است. به این روش که سنجش با ذهن هم گفته می‌شود فرد تلاش می‌کند از طریق ارتباط ذهنی نسبت به چیز یا موضوعی که دیدن آن از لحاظ فیزیکی برای فرد غیرممکن است اطلاعات کسب کند. مشاهده از راه دور آزمایش در طول تاریخ برای  عدم کنترل مناسب و عدم تکرار شوندگی مورد انتقاد قرار گرفته‌است. هیچ مدرک معتبری در این مورد وجود ندارد به‌طور عمومی این مسئله شبه‌علم قلمداد می‌شود.